# Phytosciara megacera
Phytosciara megacera är en tvåvingeart som beskrevs av Heikki Hippa 1991. Phytosciara megacera ingår i släktet Phytosciara och familjen sorgmyggor.
Artens utbredningsområde är Myanmar. Inga underarter finns listade i Catalogue of Life.